# Bionicle Heroes
Bionicle Heroes — компьютерная игра, основанная на франшизе Lego Bionicle. Она была издана Eidos Interactive и TT Games Publishing в ноябре 2006 года для PlayStation 2, Xbox 360, GameCube, Microsoft Windows, Game Boy Advance и Nintendo DS; версия для Nintendo Wii вышла в апреле 2007 года. За создание версии для домашних консолей и PC, представляющей собой шутер от третьего лица, отвечала Traveller’s Tales, в то время как Amaze Entertainment разработала портативные версии в жанрах «беги и стреляй» и шутер от первого лица. Также существует версия игры для мобильных телефонов, созданная Universomo. По сюжету, ставший Тоа Маторан встаёт на защиту острова Войя Нуи и его жителей, которых поработили Пирака. События игры не являются частью канона мифологии Bionicle.
Разработка Bionicle Heroes началась в 2005 году. Изначально версия для домашних консолей задумывалась как шутер от первого лица, однако её создатели опасались получения высокого возрастного рейтинга от Entertainment Software Rating Board, из-за чего сделали выбор в пользу шутера от третьего лица; Bionicle Heroes стала одной из первых игр в этом жанре, выпущенных на Nintendo DS после Metroid Prime Hunters, релиз которой состоялся в том же году. Версия для домашних консолей удостоилась смешанных отзывов критиков, которые хвалили её юмористическую составляющую, но в то же время сетовали на однообразный игровой процесс. Версии для Game Boy Advance и Nintendo DS получили более высокие оценки; рецензенты сравнивали их с играми серии Contra и Metroid Prime Hunters.

## Игровой процесс

### Версия для GC, X360, PS2 и Windows

Когда игрок собирает необходимое количество деталей Lego в версии для домашних консолей, управляемый персонаж переходит в режим героя — становится золотым и неуязвимым для любой атаки.

Версия Bionicle Heroes для домашних консолей — это однопользовательский шутер от третьего лица. В игре представлены шесть регионов, в основе которых лежат природные стихии, а также нейтральная зона, где игрок может приобрести улучшения и бонусный контент. После победы над Пирака на их соответствующих уровнях эти персонажи перемещаются в нейтральную зону. По мере прохождения сюжетной кампании игрок собирает различные детали Lego, которые затем может потратить на покупку рекламных роликов с участием дурачащихся злодеев. Также за детали приобретаются три бонусных уровня, представляющие собой соревнования по набору очков; на этих этапах игроку необходимо победить как можно больше противников. Помимо 100 коллекционных предметов, на уровнях попадаются серебряные и золотые канистры, открывающие дополнительные бонусы в трофейной пещере, расположенной в нейтральной зоне. В режиме свободной игры игрок может перепройти завершённые уровни, чтобы собрать ранее пропущенные и новые коллекционные предметы.
В большинстве версий Bionicle Heroes игрок управляет протагонистами Тоа Иника с помощью контроллера. В версии игры для Nintendo Wii управление камерой осуществляется с помощью IR-сенсора на пульте Wii Remote. На каждом новом уровне в распоряжении игрока имеется только одна маска, а остальные он собирает по мере прохождения. Эти маски предоставляют ему различное оружие — от снайперских винтовок до дробовиков — и способности. Игрок может менять маски в любой момент прохождения. Персонаж теряет маску, когда его шкала здоровья полностью иссякает. Как в сюжетных локациях, так и в нейтральной зоне игрок может взаимодействовать с окружающей средой, подобно обладателям Силы в играх Lego Star Wars.
Побеждённые враги распадаются на детали Lego — игровую валюту, которую можно потратить в нейтральной зоне. Кроме того, за счёт них пополняется внутриигровая шкала режима героя. В этом режиме управляемый персонаж становится неуязвимым для любых атак. Это состояние поддерживается до тех пор, пока игрок не достигнет заданной точки, в которой он должен активировать необходимые для дальнейшего передвижения объекты. Также режим героя используется в битвах с боссами — чтобы пополнить шкалу, игрок уничтожает рядовых противников, в результате чего получает доступ к более мощным атакам. В игре есть функция автоматического прицеливания, которая работает только на определённом расстоянии и не активируется до тех пор, пока игрок находится слишком близко или слишком далеко от врага.

### Версии для NDS, GBA и мобильных телефонов
Версия Bionicle Heroes для Nintendo DS является шутером от первого лица. Как и в других представителях этого жанра для DS, игрок управляет протагонистом при помощи кнопок или же путём комбинирования этих кнопок и сенсорного экрана; при этом навигационная панель отвечает за передвижение, а сенсорный экран — за прицеливание. Побеждённые враги распадаются на детали, которые пополняют шкалу заряда в режиме героя. В этом состоянии персонаж получает временную неуязвимость и более мощное оружие. В версии для DS есть два режима — одиночная сюжетная кампания и автономный многопользовательский. Мир из однопользовательского режима разделён на шесть регионов; в конце каждого из них игрок противостоит боссу Пирака. Базовым оружием протагониста является «Zamor» — пушка с неограниченным боезапасом. Игрок может приобрести новое оружие или улучшить старое с помощью различных масок. Помимо оружия, каждая маска наделяет персонажа уникальными способностями, в частности прыжками в высоту, иммунитету к лаве или возможностью разбивать валуны. По мирам разбросаны руны, которые открывают доступ к читам. Обладатели этой версии Bionicle Heroes могут сражаться друг с другом в многопользовательском режиме; эти сражения происходят по принципу поединков с боссами из однопользовательского режима. Битвы разворачиваются на многоярусных аренах, на которых разбросаны временно усиливающие оружие маски.
Версия Bionicle Heroes для Game Boy Advance представляет собой игру в жанре «беги и стреляй». Игрок может перемещать Тоа в восьми направлениях, а также стрейфить. В бою используются два типа стрельбы: кнопка A отвечает за слабый и быстрый выстрел, а кнопка B — за более сильный; уникальные для каждой маски сильные атаки варьируются от узких, сфокусированных лазерных лучей до медленных взрывающихся миномётных снарядов. В игре доступны шесть различных масок, которые разбросаны на сюжетных уровнях; всего таких уровней — 19. Игрок может перепройти завершённые этапы в режиме свободной игры, где также имеется возможность свободно менять оружие. На уровнях есть коллекционные руны, которые можно обменять на читы и разблокировать мини-игры. Чтобы открыть весь внутриигровой контент, игрок должен полностью переиграть сюжетную кампанию. После прохождения каждого региона игрок сражается с одним из шести Пирака.
Версия Bionicle Heroes для мобильных телефонов — это двухмерная игра в жанре приключенческого боевика с видом сверху. На уровнях игрок подбирает маски стихий, которые активируют способности Тоа. Время от времени для дальнейшего продвижения по сюжету игроку необходимо комбинировать все четыре стихии.

## Сюжет
События Bionicle Heroes разворачиваются на вымышленном острове Войя Нуи. История игры не является частью канона официальной мифологии Bionicle. Вместо того чтобы адаптировать одну из сюжетных арок франшизы, TT Games решила создать игру с большим количеством персонажей из этой вселенной. В результате на Войя Нуи появляются рядовые противники Ваки, Висораки и Бороки, которые на самом деле не обитают на этом острове; боссами выступают злодеи из предыдущих арок. Сюжет разворачивается через появляющиеся перед уровнями кат-сцены.
Главным героем Bionicle Heroes является прибывший на остров Войя Нуи Маторан. Местный житель Балта рассказывает ему о появлении шести Пирака, захвативших власть на острове и превративших его земляков в монстров. Балта вручает Маторану маску и поручает новоиспечённому Тоа остановить Пирака и спасти остров. По ходу игры герой побеждает всю шестёрку Пирака. Также он узнаёт, что в распоряжении седьмого Пирака, Везона, находится могущественная маска жизни. Победив его, Тоа возвращает маску и восстанавливает мир на острове.
Версии для Game Boy Advance и Nintendo DS отличаются от версии для домашних консолей. В этих играх Пирака победили Тоа Иника и забрали их маски. Матораны превращаются в новых Тоа, чтобы остановить Пирака, вернуть маски Тоа Иника и восстановить мир на острове.

## Разработка и выпуск
Разработка Bionicle Heroes началась в конце 2005 года. Создатели решили не следовать официальной мифологии Bionicle, так как хотели иметь больше творческой свободы и добавить в игру погибших в ранних сюжетных арках врагов. По словам руководителя разработки Джона Бёртона, он и его команда изначально задумывали версию для домашних консолей как шутер от первого лица; создатели придерживались этой концепции вплоть до февраля 2006 года. На тот момент практически все шутеры от первого лица получали возрастной рейтинг «M» от Entertainment Software Rating Board (ESRB), что не устраивало Lego, так как в игре отсутствовала кровь и другие характерные особенности для проектов с этим рейтингом. Чтобы получить для Bionicle Heroes приемлемый рейтинг «E» или «E10+», создатели переосмыслили игру как шутер от третьего лица. Amaze Entertainment параллельно разрабатывала версии для Game Boy Advance и Nintendo DS; последняя стала одним из первых шутеров от первого лица, вышедших на этой консоли после Metroid Prime Hunters (2006). За создание версии для мобильных телефонов отвечала Universomo.
Разработчики анонсировали Bionicle Heroes в мае 2006 года, после чего презентовали игру на выставке E3 2006. Из демоверсии с E3 журналисты получили представление об игровом процессе версии для домашних консолей. Эрик Брудвиг из IGN, который изначально считал, что Bionicle Heroes создавалась для детей, был удивлён её сложностью. Алекс Наварро из GameSpot сравнил её с играми серии Lego Star Wars по части графики и атмосферы. Релиз Bionicle Heroes на домашних консолях состоялся 14 ноября 2006 года; на Wii, однако, игра вышла 24 апреля 2007 года. В Европе игра вышла 24 ноября 2006 года на всех платформах, за исключением DS и Wii; релиз этих версий состоялся 12 января и 25 мая 2007 года.

## Восприятие
| Сводный рейтинг       | Сводный рейтинг | Сводный рейтинг | Сводный рейтинг | Сводный рейтинг | Сводный рейтинг | Сводный рейтинг | Сводный рейтинг | Сводный рейтинг |
| Издание               | Оценка          | Оценка          | Оценка          | Оценка          | Оценка          | Оценка          | Оценка          | Оценка          |
| Издание               | DS              | GBA             | GC              | PC              | PS2             | Wii             | Xbox 360        | Мобильные       |
| --------------------- | --------------- | --------------- | --------------- | --------------- | --------------- | --------------- | --------------- | --------------- |
| GameRankings          | 73,30 %         | N/A             | N/A             | 62,11 %         | 59,29 %         | 56,00 %         | 57,24 %         | N/A             |
| Metacritic            | 72/100          | N/A             | 51/100          | 59/100          | 52/100          | 52/100          | 59/100          | N/A             |
| Иноязычные издания    |                 |                 |                 |                 |                 |                 |                 |                 |
| Издание               | Оценка          | Оценка          | Оценка          | Оценка          | Оценка          | Оценка          | Оценка          | Оценка          |
| Издание               | DS              | GBA             | GC              | PC              | PS2             | Wii             | Xbox 360        | Мобильные       |
| Eurogamer             | N/A             | N/A             | N/A             | N/A             | N/A             | N/A             | 6/10            | N/A             |
| GameSpot              | 7,7/10          | 7,7/10          | 5,2/10          | 5,2/10          | 5,2/10          | 4,0/10          | 5,1/10          | N/A             |
| IGN                   | 8,0/10          | 8,0/10          | N/A             | N/A             | 7,9/10          | 5,0/10          | 7,9/10          | N/A             |
| Nintendo Power        | N/A             | N/A             | 50/100          | N/A             | N/A             | N/A             | N/A             | N/A             |
| Pocket Gamer          | 3,5/5           | N/A             | N/A             | N/A             | N/A             | N/A             | N/A             | 2,5/5           |
| TeamXbox              | N/A             | N/A             | N/A             | N/A             | N/A             | N/A             | 7,2/10          | N/A             |
| VideoGamer            | N/A             | N/A             | N/A             | N/A             | N/A             | N/A             | 5/10            | N/A             |
| Русскоязычные издания |                 |                 |                 |                 |                 |                 |                 |                 |
| Издание               | Оценка          | Оценка          | Оценка          | Оценка          | Оценка          | Оценка          | Оценка          | Оценка          |
| Издание               | DS              | GBA             | GC              | PC              | PS2             | Wii             | Xbox 360        | Мобильные       |
| Absolute Games        | N/A             | N/A             | N/A             | 72 %            | N/A             | N/A             | N/A             | N/A             |
| «PC Игры»             | N/A             | N/A             | N/A             | 6,0/10          | N/A             | N/A             | N/A             | N/A             |
| «Домашний ПК»         | N/A             | N/A             | N/A             | [ 45 ]          | N/A             | N/A             | N/A             | N/A             |
| «Игромания»           | N/A             | N/A             | N/A             | 7,0/10          | N/A             | N/A             | N/A             | N/A             |
| «Игры Mail.ru»        | N/A             | N/A             | N/A             | 5,5/10          | N/A             | N/A             | N/A             | N/A             |
| «ЛКИ»                 | N/A             | N/A             | N/A             | 70 %            | N/A             | N/A             | N/A             | N/A             |

По данным агрегатора рецензий Metacritic, версия Bionicle Heroes для домашних консолей получила смешанные отзывы критиков. Рецензенты хвалили её юмористическую и визуальную составляющие, но в то же время сетовали на незамысловатый и однообразный игровой процесс. Худшим из портов критики сочли версию для Wii из-за неотзывчивого управления.
Хотя Крис Шепперд из Nintendo Power похвалил визуальные эффекты Bionicle Heroes, рецензент пришёл к выводу, что «практически все остальные элементы игрового процесса работают неправильно», а сама игра не похожа на качественные проекты Lego. В своей рецензии для VideoGamer.com Том Орри заявил, что игра может понравиться только фанатам франшизы Bionicle, которым будет достаточно «стерильного геймплея в жанре боевика». GameSpot раскритиковал игровой процесс, назвав его «поистине отупляющим», однако похвалил юмор. Кристан Рид из Eurogamer разделил мнение относительно качественного юмора и назвал игру подходящей для юных геймеров из-за её простоты и сходства с Lego Star Wars. Нейт Ахерн из TeamXbox резюмировал: «Хотя игра не представляет собой ничего особенного в сравнении с другими детскими играми для Xbox 360… Bionicle Heroes не так уж плоха»; по мнению Ахерна, игра «является хорошим дополнением к библиотеке игр для самых маленьких обитателей дома». Обозреватель IGN Марк Бозон назвал её «образцовой игрой по лицензии» и положительно высказался о дизайне уровней, визуальных эффектах и других достоинствах для юных игроков.
Bionicle Heroes для Nintendo DS получила более высокие оценки по сравнению с версией для домашних консолей. Её средний балл на Metacritic составляет 72 из 100 возможных, что указывает на «смешанный» приём. Игровые журналисты указали на её приятное сходство с Metroid Prime Hunters, однако были недовольны управлением, которое, по их мнению, было хуже, чем в Metroid Prime Hunters. Несмотря на положительную оценку локального мультиплеера, рецензенты критиковали игру за отсутствие полноценного онлайн-режима. Лукас Томас из IGN назвал игру «средним шутером, на который стоит обратить внимание поклонникам этого жанра». Также Томас отметил, что Bionicle Heroes «заслуживает место в библиотеке каждого поклонника Самус Аран», похвалив её графику, дизайн врагов и функциональность автономной многопользовательской игры. Обозревая игру для GameSpot, Фрэнк Прово пришёл к следующему выводу: «В Bionicle Heroes есть все необходимые составляющие шутера от первого лица, за исключением многопользовательской онлайн-игры»; при этом он похвалил как одиночный, так и мультиплеерный режимы. К числу достоинств игры Марк Уолбанк из Pocket Gamer отнёс хорошую структуру прохождения. Он назвал Bionicle Heroes «крепкой игрой, но не по-настоящему отличной» из-за управления и не слишком интересных врагов.
Критики положительно оценили версию Bionicle Heroes для Game Boy Advance, похвалив разнообразие врагов, графику и динамичный игровой процесс; они сравнили её с играми серии Contra. Рецензенты выделили качественный саундтрек Bionicle Heroes на фоне других игр для Game Boy Advance. Несмотря на преимущественно положительную оценку игрового процесса в целом, критики сетовали на его однообразие. Лукас Томас из IGN остался доволен «опытом, которого не ожидаешь получить от основанной на франшизе про пластиковых человечков игры» и был впечатлён графической и звуковой составляющими. Прово заявил, что игра «навевает приятные воспоминания о классике вроде Ikari Warriors (1986) и Contra III (1992)». Тем не менее, по мнению Прово, из-за «несущественной, по большей части номинальной» связи с основной франшизой Bionicle Heroes может разочаровать ожидающих более точной адаптации фанатов. Макс Зешиц из Planet Gameboy дал игре 80%, высоко оценив визуальные эффекты, саундтрек и игровой процесс; более критично рецензент отнёсся к её продолжительности, однако всё же посоветовал для ознакомления игрокам, не являющимся фанатами Lego Bionicle.
Джон Манди из Pocket Gamer раскритиковал версию игры для мобильных телефонов, назвав её «скучной и однообразной».